# Carlo Ferrari (vescovo)
Carlo Ferrari (Fresonara, 20 aprile 1910 – Verona, 1º dicembre 1992) è stato un vescovo cattolico italiano.

## Biografia
Nacque a Fresonara, in provincia di Alessandria e diocesi di Tortona, il 20 aprile 1910.

### Formazione e ministero sacerdotale
Dopo le scuole elementari, frequentate nel paese natio, iniziò il percorso di studi presso i seminari diocesani di Tortona.
Il 29 giugno 1935 fu ordinato presbitero dal vescovo di Tortona Egisto Domenico Melchiori.
Dopo l'ordinazione trascorse un anno nel convitto ecclesiastico, in seguito divenne vicario parrocchiale ad Arquata Scrivia e fu, al contempo, docente di lettere presso il seminario minore di Stazzano.
Nel 1938 fu nominato direttore spirituale del seminario minore, mentre, nel 1945, del seminario maggiore di Tortona. Nello stesso periodo fu insegnante di teologia fondamentale e teologia spirituale nel seminario maggiore e ricopri l'incarico di consulente ecclesiastico diocesano dell'Associazione italiana maestri cattolici.

### Ministero episcopale
Il 17 aprile 1952 papa Pio XII lo nominò vescovo di Monopoli; succedette a Gustavo Bianchi, deceduto il 12 agosto 1951. Il 14 maggio successivo fu ricevuto in udienza dal presidente della Repubblica Italiana Luigi Einaudi per prestare il giuramento previsto dal concordato allora in vigore. Il 15 giugno ricevette l'ordinazione episcopale, nella cattedrale di Tortona, dall'arcivescovo Egisto Domenico Melchiori, vescovo di Tortona, co-consacranti Silvio Cassulo, vescovo di Macerata e Tolentino, e Carlo Angeleri, vescovo ausiliare di Tortona. Il 12 agosto prese possesso della diocesi.
Il 19 ottobre 1967 papa Paolo VI lo nominò vescovo di Mantova; succedette ad Antonio Poma, precedentemente nominato arcivescovo coadiutore di Bologna. Il 10 dicembre prese possesso della diocesi, nella basilica di Sant'Andrea.
Partecipò a tutte le quattro sessioni del Concilio Vaticano II e curò la predicazione nello spirito del Concilio.
Durante il suo episcopato mantovano furono completati i lavori del seminario vescovile e compì due visite ad limina, nel 1977 e nel 1983. In seno alla Conferenza Episcopale Italiana fu membro delle commissioni per la liturgia, per il riordinamento delle diocesi, per il laicato e, dal 1979 al 1986, per la dottrina della fede, la catechesi e la cultura.
Il 28 giugno 1986 papa Giovanni Paolo II accolse la sua rinuncia, presentata per raggiunti limiti di età; gli succedette Egidio Caporello, fino ad allora vescovo titolare di Caorle e segretario della Conferenza Episcopale Italiana. Da vescovo emerito si ritirò alla "Casa del Sole" a Curtatone, trascorrendo anche dei periodi presso Fasano, nella diocesi di Monopoli.
Mori il 1º dicembre 1992, all'età di 82 anni, all'ospedale Borgo Trento di Verona. Dopo le esequie fu sepolto nel duomo di Mantova.

## Genealogia episcopale e successione apostolica
La genealogia episcopale è:
- Cardinale Scipione Rebiba
- Cardinale Giulio Antonio Santori
- Cardinale Girolamo Bernerio, O.P.
- Arcivescovo Galeazzo Sanvitale
- Cardinale Ludovico Ludovisi
- Cardinale Luigi Caetani
- Cardinale Ulderico Carpegna
- Cardinale Paluzzo Paluzzi Altieri degli Albertoni
- Papa Benedetto XIII
- Papa Benedetto XIV
- Cardinale Enrico Enriquez
- Arcivescovo Manuel Quintano Bonifaz
- Cardinale Buenaventura Córdoba Espinosa de la Cerda
- Cardinale Giuseppe Maria Doria Pamphilj
- Papa Pio VIII
- Papa Pio IX
- Cardinale Raffaele Monaco La Valletta
- Cardinale Francesco Satolli
- Arcivescovo Giacinto Gaggia
- Arcivescovo Egisto Domenico Melchiori
- Vescovo Carlo Ferrari

La successione apostolica è:
- Vescovo Giuseppe Amari (1973)
- Vescovo Giovanni Volta (1986)